# Абреу-и-Лима, Жозе Инасиу
Жозе Инасиу Рибейру ди Абреу-и-Лима (порт. José Ignacio Abreu e Lima, исп. José Ignacio Abreu y Lima; 6 апреля 1794, Ресифи — 8 марта 1869, там же) — военный и политический деятель из Бразилии, историк, журналист и писатель. Известен как генерал Абреу-и-Лима — один из сподвижников Симона Боливара в Войне за независимость испанских колоний в Латинской Америке.

## Биография

### Революционер и соратник Боливара
Сын своего тёзки Жозе Инасиу Абреу-и-Лима, более известного как Падре Рома — бывшего монаха, ставшего одним из руководителей Пернамбуканской «революции священников». Окончив в 1816 году военную академию, в 1817 году вместе с отцом участвовал в этом народном республиканском восстании в провинции Пернамбуку против португальского колониального господства. После подавления восстания и казни отца также подпадал под преследования и покинул Бразилию, отправившись через США в Венесуэлу.
Там он вступил в армию Боливара в звании капитана и сражался в решающих битвах освободительной борьбы Венесуэлы и Колумбии: кампании Апуре, марше через болото Писба, сражении на болоте Варгас (25 июля 1819), битве при Бояке (7 августа 1819), битве при Карабобо (24 июня 1821) и морском сражении у озера Маракайбо (1823), — а также редактировал боливарианскую газету «Correo del Orinoco». С тех пор Абреу-и-Лима считается одним из героев венесуэльской независимости Венесуэлы и имеет большее признание в этой стране, чем у себя на родине.
Он стал участвовать в колумбийской политике, поддерживая боливарианскую партию и единство Венесуэлы, Новой Гранады, Панамы и Эквадора. Он участвовал в битве при Тарки (27 февраля 1829) в рядах Антонио Хосе Сукре. В 1830 году организовал газету «La Torre de Babel» для защиты боливарианских идей, а когда Великая Колумбия распалась, сопровождал Боливара в его убежище в Санта-Марте.

### Возвращение в Бразилию

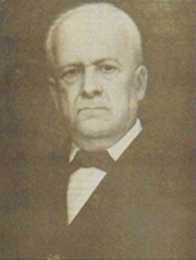

Со смертью Боливара и непризнанием правительством его преемника Хоакина Москеры и партии генерала Сантандера 9 августа 1831 года Абреу-и-Лима был изгнан из Новой Гранады, побывал в США и во Франции и затем вернулся в Бразилию, осев в Рио-де-Жанейро. Здесь проявилась сложность исторической фигуры генерала: несмотря на то, что до этого он боролся в республиканских движениях как в Бразилии, так и за рубежом, по возвращении на родину он примкнул к так называемой партии карамуру, выступавшей за реставрацию режима Педру I и установление твёрдой власти под эгидой бразильской монархии, за которую ратовал на страницах газеты «La Barca de São Pedro». В исторических трудах (включая один из первых учебников по истории Бразилии, вышедший в 1843 в 2 томах) защищал бразильскую олигархию и монархию, отрицательно относился к народным движениям.
Однако когда в 1844 году Абреу-и-Лима вернулся в Пернамбуку, он проиграл на выборах кандидату от консерваторов и был арестован по обвинению в участии в Революции Прайэйра 1848 года. Относительно этого эпизода существуют разногласия: некоторые источники утверждают, что в восстании участвовали только братья, а не сам Жозе Инасиу, и с него были сняты обвинения; другие — что он действительно участвовал и был осуждён, но затем амнистирован императором.
Освободившись в июне 1850 года, Абреу-и-Лима посвятил себя писательской деятельности, ратуя за реформы и распространяя свои идеи, испытавшие влияние утопического социализма, Шарля Фурье и Роберта Оуэна. Среди прочего, он опубликовал книгу о социализме «O Socialismo» (1855). Он также сотрудничал в нескольких пернамбуканских газетах, среди которых были «Diário de Pernambuco» и «Diário Novo». В 1853 году основал отделение для бесплатного лечения бедных.
Из-за защиты Абреу-и-Лимой свободы вероисповедания и «за то, что он был масоном», епископ дон Франсиску Кардозу-Айрес запретил хоронить того на кладбище Санту-Амару в Ресифи, и он был погребён на англиканском кладбище. Его имя носят нефтеперерабатывающий завод и муниципалитет Абреу-и-Лима в Пернамбуку.